# Bosobolo (territorium)
Bosobolo är ett territorium i Kongo-Kinshasa. Det ligger i provinsen Nord-Ubangi, i den nordvästra delen av landet, 1 100 km nordost om huvudstaden Kinshasa.